# 杨漩站
杨漩站是一个成昆线上的铁路车站，位于四川省峨眉山市龙门乡杨漩村，建于1966年，目前为四等站，邮政编码为614908。目前客运：办理旅客乘降，不办理货运业务。

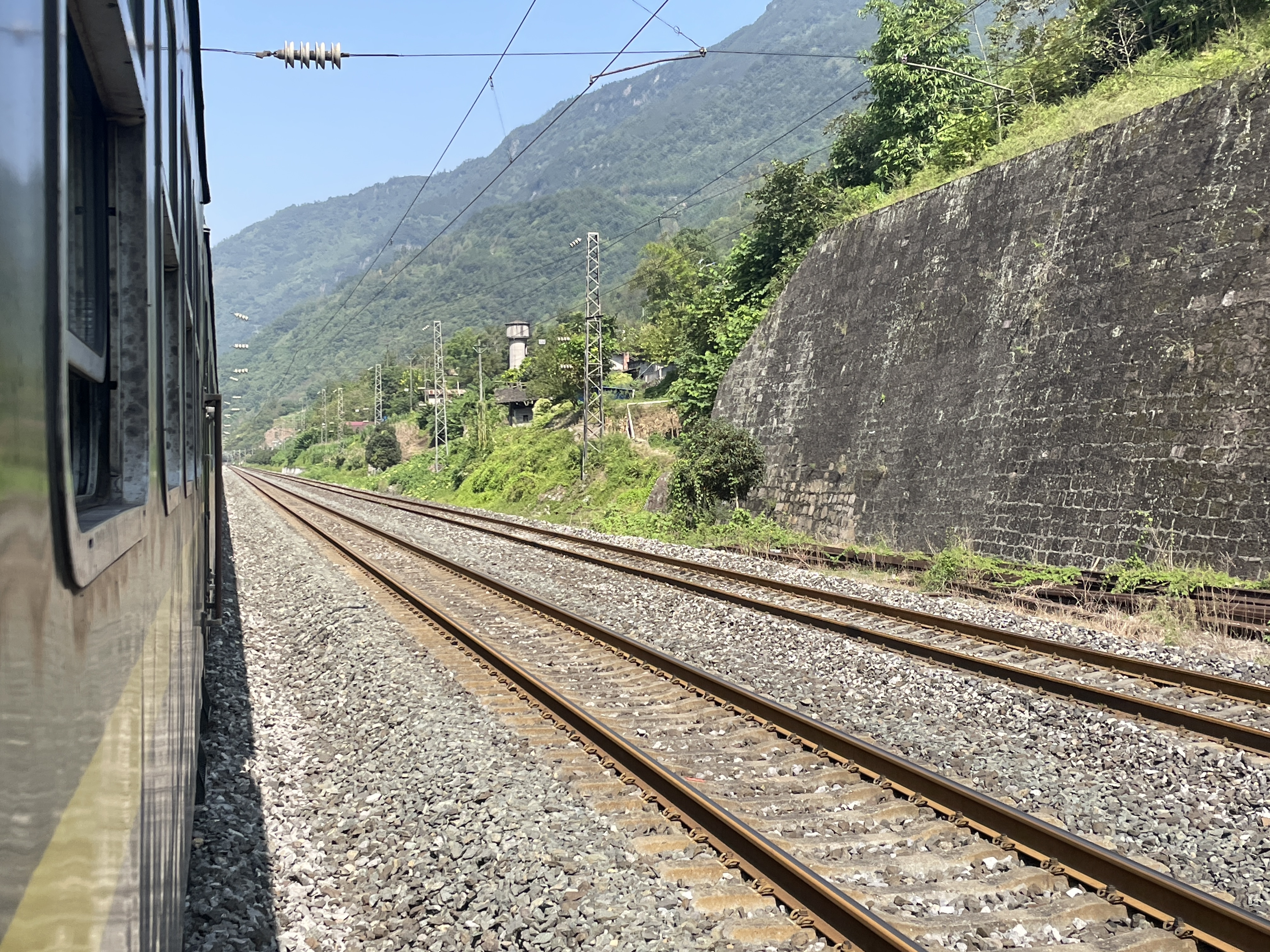
车站股道
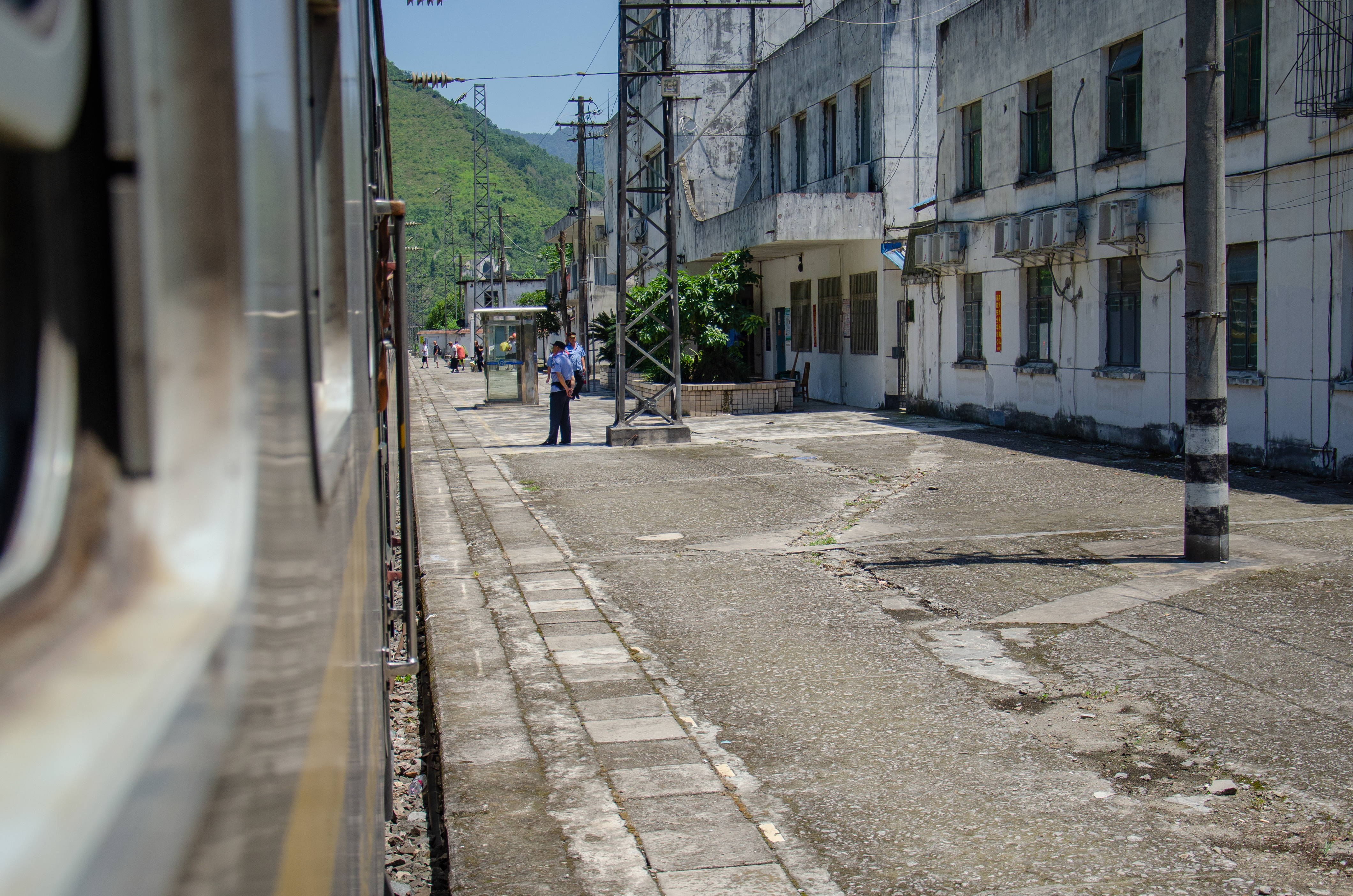
杨漩站站台
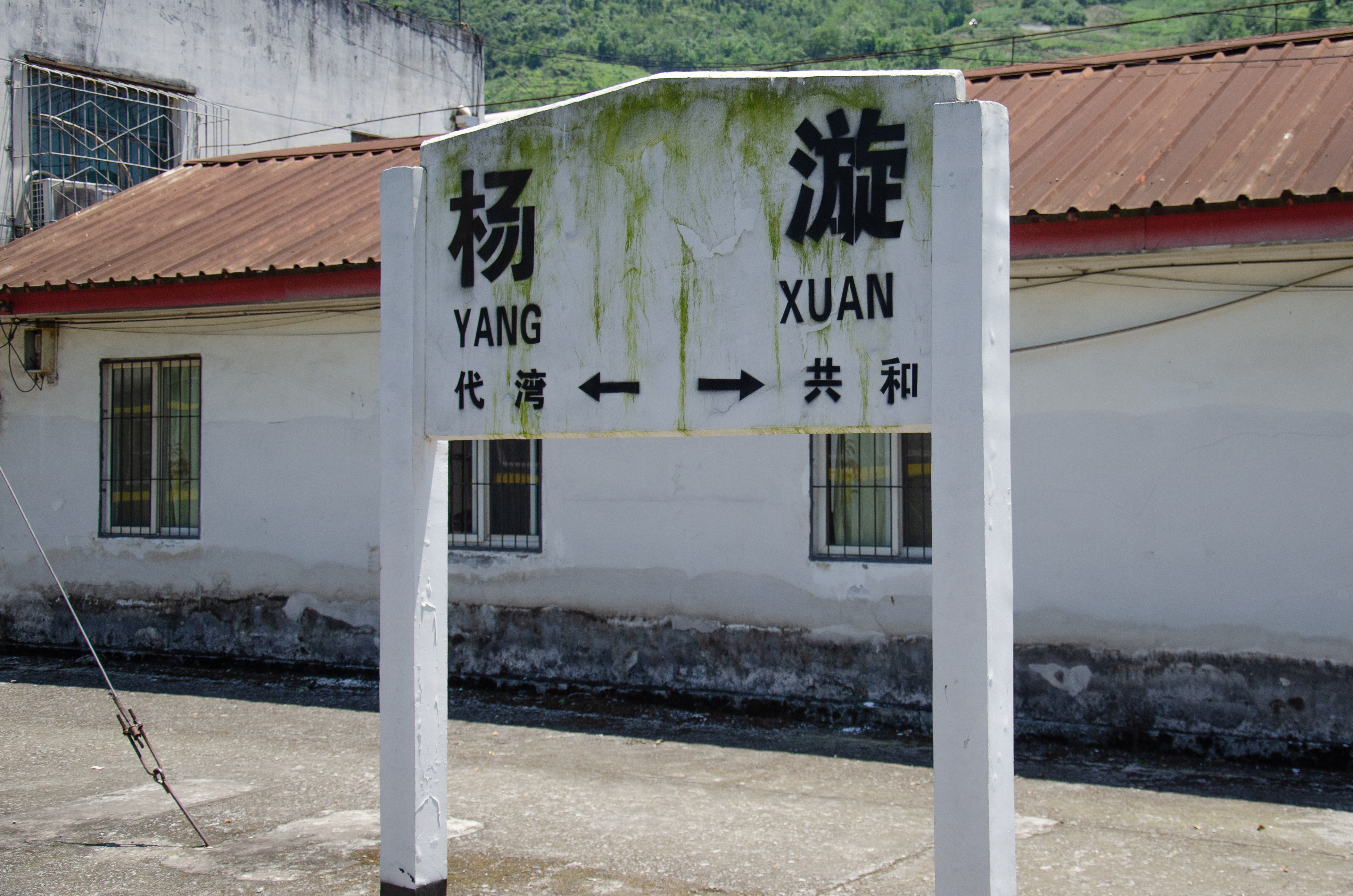
车站站牌